# Yasin Ehliz
Yasin Ehliz (* 30. Dezember 1992 in Bad Tölz) ist ein deutscher Eishockeyspieler türkischer Herkunft, der seit November 2018 beim EHC Red Bull München aus der Deutschen Eishockey Liga (DEL) unter Vertrag steht und dort auf der Position des Flügelstürmers spielt. Zuvor verbrachte Ehliz unter anderem acht Jahre bei den Nürnberg Ice Tigers und war kurzzeitig für die Stockton Heat in der American Hockey League (AHL) aktiv. Mit der deutschen Nationalmannschaft gewann er bei den Olympischen Winterspielen 2018 die Silbermedaille.

## Karriere

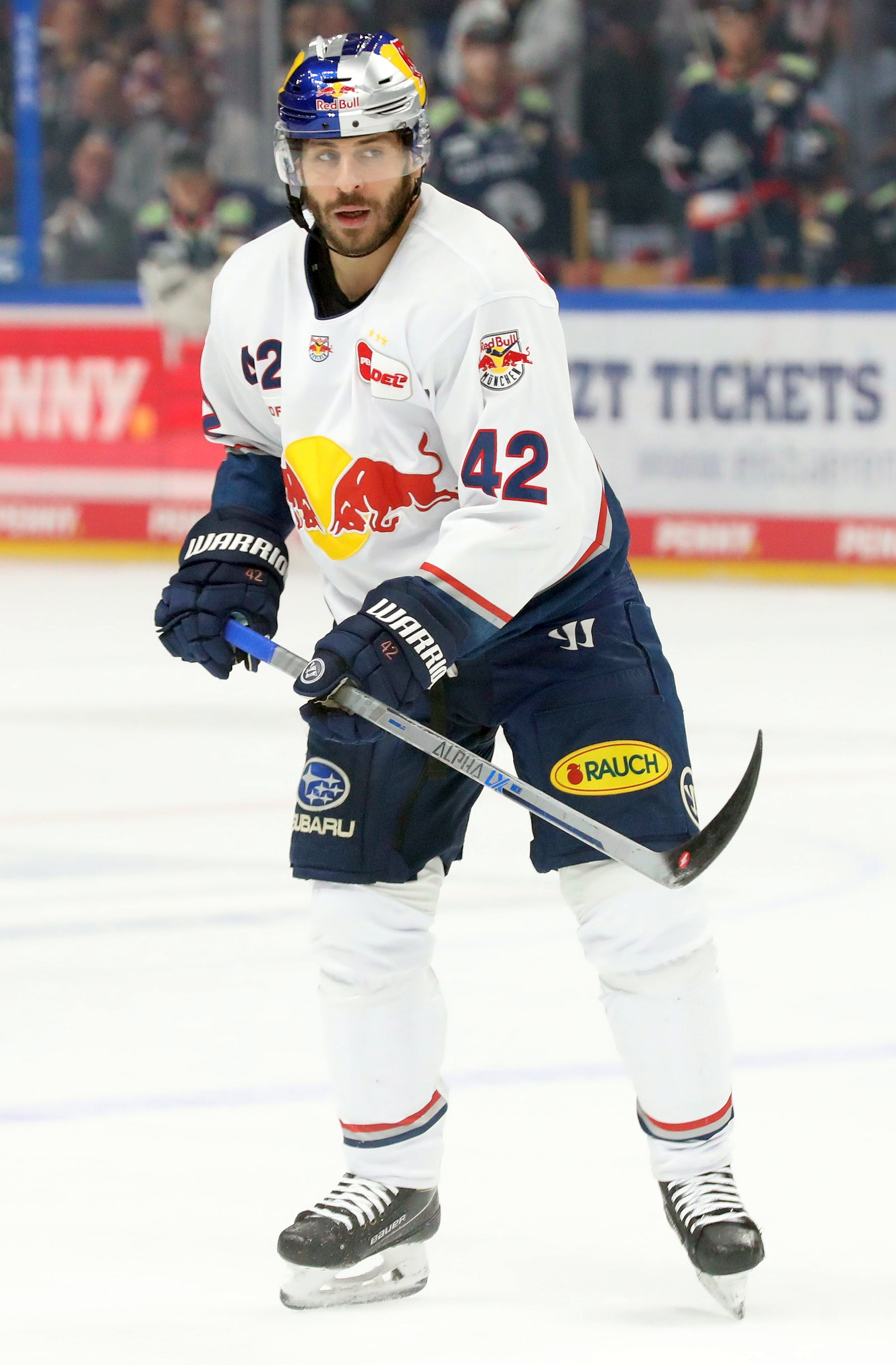
Ehliz im Trikot des EHC Red Bull München (2022)

Yasin Ehliz begann seine Karriere als Eishockeyspieler in seiner Heimatstadt in der Nachwuchsabteilung des EC Bad Tölz, für dessen U18-Junioren er zunächst von 2007 bis 2010 in der Deutschen Nachwuchsliga aktiv war. Parallel gab er in der Saison 2009/10 sein Debüt für die erste Mannschaft des EC Bad Tölz in der drittklassigen Oberliga. In der Saison 2010/11 lief der Flügelspieler parallel zum Spielbetrieb mit Bad Tölz in der Oberliga mit einer Förderlizenz ausgestattet für die Nürnberg Ice Tigers in der Deutschen Eishockey Liga auf. Sein DEL-Debüt für die Franken gab er am 28. Oktober 2010 beim 5:4-Sieg gegen die Iserlohn Roosters. In den Playoffs stand er 2011 zudem erneut für das DNL-Team aus Bad Tölz auf dem Eis. In der darauffolgenden Saison spielte er bereits 35 Partien für die Ice Tigers und kam auf seine ersten vier DEL-Tore. Er kam auch für die Tölzer Profimannschaft zum Einsatz und gewann mit dem Oberligisten 2012 die Meisterschaft. Ab der Saison 2012/13 war Yasin Ehliz fester Bestandteil der Mannschaft der Nürnberg Ice Tigers.
Nach acht Jahren in Nürnberg entschloss sich Ehliz nach der Saison 2017/18 zu einem Wechsel nach Nordamerika und unterzeichnete im Juni 2018 einen Einjahresvertrag bei den Calgary Flames aus der National Hockey League (NHL). Diese setzten den Angreifer bei ihrem Farmteam, den Stockton Heat, in der American Hockey League (AHL) ein. Für diese bestritt er vier AHL-Einsätze, bevor sein Vertrag im November 2018 aufgelöst wurde.
Am 7. November 2018 gab der EHC Red Bull München die Verpflichtung von Ehliz bekannt. Er schloss mit seinem neuen Team die Hauptrunde 2018/19 als Tabellenzweiter ab und wurde in den Playoffs Vizemeister. Zudem erreichte er mit den Roten Bullen das Finale der Champions Hockey League, das diese gegen den Frölunda HC mit 1:3 verlor. Die Hauptrunde der Saison 2019/20 schloss der EHC als Tabellenerster ab, jedoch wurden die Playoffs wegen der COVID-19-Pandemie abgesagt und kein Meister ermittelt. Ehliz konnte in dieser Spielzeit in 51 Spielen 40 Scorerpunkte sammeln (22 Tore) und beendete die Saison mit einer Plus/Minus-Bilanz von +14. Nachdem er im Jahr 2022 zum zweiten Mal Vizemeister mit den Münchenern geworden war, gewann er im Jahr darauf seine erste Deutsche Meisterschaft. In der Spielzeit 2024/25 erzielte er am 3. Januar 2025 im Spiel gegen die Kölner Haie seinen 274 Scorerpunkt für den EHC Red Bull München und war damit zu diesem Zeitpunkt der punktbeste Spieler des Vereins.

### International

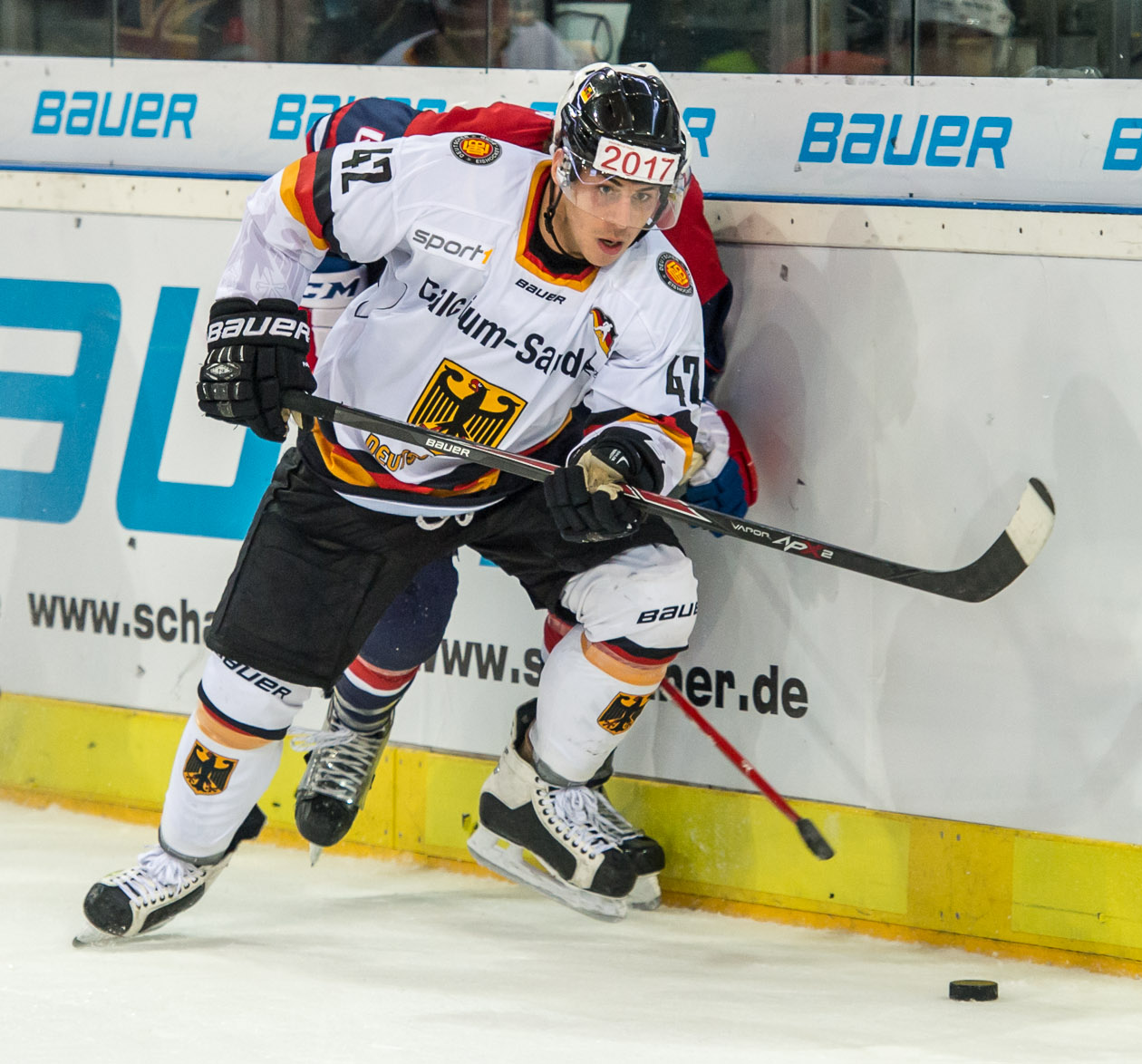
Yasin Ehliz im deutschen Nationaltrikot (2014)

Obwohl Ehliz sich „zu hundert Prozent (als) Türke“ bezeichnete, spielt er international für Deutschland. So nahm er an der U18-Junioren-Weltmeisterschaft der Division I 2010 teil, bei der er mit seiner Mannschaft den Aufstieg in die Top-Division erreichte. Zu diesem Erfolg trug er mit drei Toren und fünf Vorlagen bei seinen fünf Einsätzen bei.
Am 18. Dezember 2013 gab Yasin Ehliz als zweiter türkischstämmiger Spieler nach Sinan Akdağ sein Debüt in der A-Nationalmannschaft und nahm mit dieser an den Weltmeisterschaften 2014, 2015, 2017, 2018, 2019, 2022, 2024 und 2025 teil. Seinen größten Erfolg feierte Ehliz mit dem Gewinn der Silbermedaille bei den Olympischen Winterspielen 2018 im südkoreanischen Pyeongchang. Vier Jahre später gehörte er ebenso zum Aufgebot bei den Olympischen Winterspielen 2022 in Peking.

## Erfolge und Auszeichnungen
| - 2012 Oberliga-Meister mit den Tölzer Löwen - 2019 Deutscher Vizemeister mit dem EHC Red Bull München - 2022 Deutscher Vizemeister mit dem EHC Red Bull München - 2023 Deutscher Meister mit dem EHC Red Bull München | - 2023 Bester Torschütze der DEL-Playoffs (gemeinsam mit Filip Varejcka) - 2023 DEL-Spieler des Jahres - 2023 DEL-Stürmer des Jahres |

### International
- 2010 Aufstieg in die Top-Division bei der U18-Junioren-Weltmeisterschaft der Division I
- 2018 Silbermedaille bei den Olympischen Winterspielen

## Karrierestatistik

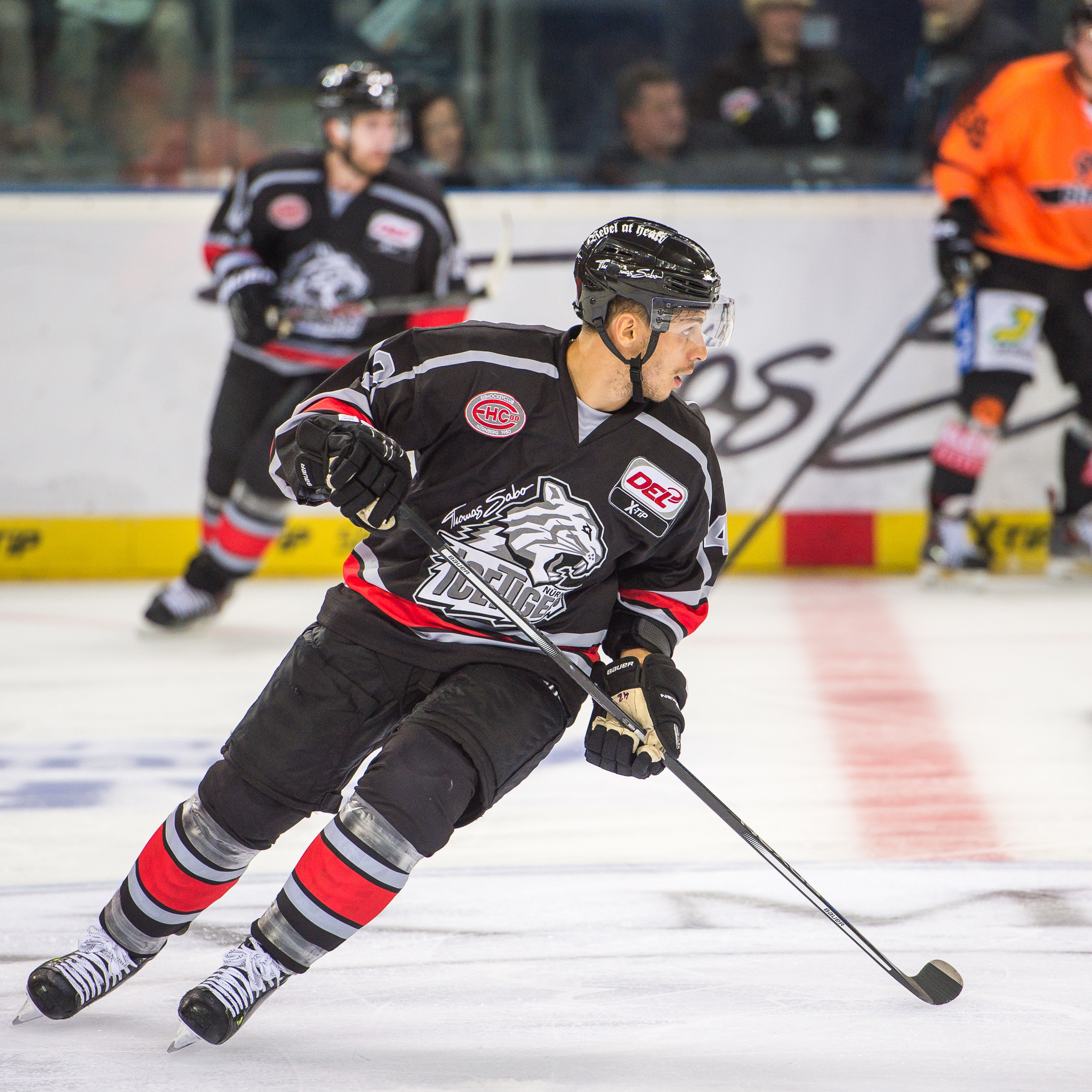
Ehliz als Spieler der Nürnberg Ice Tigers (2015)

Stand: Ende der Saison 2024/25

### International
Vertrat Deutschland bei:
| - World U-17 Hockey Challenge 2009 - U18-Junioren-Weltmeisterschaft der Division I 2010 - Weltmeisterschaft 2014 - Weltmeisterschaft 2015 - Weltmeisterschaft 2017 - Olympischen Winterspielen 2018 | - Weltmeisterschaft 2018 - Weltmeisterschaft 2019 - Olympischen Winterspielen 2022 - Weltmeisterschaft 2022 - Weltmeisterschaft 2024 - Weltmeisterschaft 2025 |

(Legende zur Spielerstatistik: Sp oder GP = absolvierte Spiele; T oder G = erzielte Tore; V oder A = erzielte Assists; Pkt oder Pts = erzielte Scorerpunkte; SM oder PIM = erhaltene Strafminuten; +/− = Plus/Minus-Bilanz; PP = erzielte Überzahltore; SH = erzielte Unterzahltore; GW = erzielte Siegtore; 1 Play-downs/Relegation; Kursiv: Statistik nicht vollständig)